# Govūjak Chehel Manī
Govūjak Chehel Manī (persiska: گووجک چهل منی, چاه نصیر, گجگ, گووجگ چهل منی) är en ort i Iran.   Den ligger i provinsen Kerman, i den sydöstra delen av landet, 1 100 km sydost om huvudstaden Teheran. Govūjak Chehel Manī ligger 428 meter över havet och antalet invånare är 657.
Terrängen runt Govūjak Chehel Manī är platt.Runt Govūjak Chehel Manī är det glesbefolkat, med 8 invånare per kvadratkilometer. Govūjak Chehel Manī är det största samhället i trakten. Trakten runt Govūjak Chehel Manī är ofruktbar med lite eller ingen växtlighet.